# (5380) Sprigg
(5380) Sprigg es un asteroide perteneciente al cinturón de asteroides, descubierto el 7 de mayo de 1991 por Robert H. McNaught desde el Observatorio de Siding Spring, Nueva Gales del Sur, Australia.

## Designación y nombre
Designado provisionalmente como 1991 JT. Fue nombrado Sprigg en honor al geólogo australiano Reginald C. Sprigg, explorador, oceanógrafo, biólogo, autor y conservacionista que descubrió en 1946 los diversos fósiles de la fauna del cuerpo blando Edicárico precambriano que representan la vida multicelular más antigua conocida en la Tierra. El reconocimiento de Sprigg de los hidrocarburos en el centro de Australia llevó al descubrimiento de los vastos campos de gas y petróleo de Cooper Basin. Su trabajo en la formación de desiertos y dunas australianos ha resultado en una mayor comprensión de los patrones climáticos actuales. En 1968 fundó el Santuario Arkaroola Wilderness en el norte de la cordillera Flinders, que incluye un observatorio astronómico.

## Características orbitales
Sprigg está situado a una distancia media del Sol de 2,579 ua, pudiendo alejarse hasta 3,122 ua y acercarse hasta 2,035 ua. Su excentricidad es 0,210 y la inclinación orbital 9,301 grados. Emplea 1513,05 días en completar una órbita alrededor del Sol.

## Características físicas
La magnitud absoluta de Sprigg es 13,2. Tiene 6,606 km de diámetro y su albedo se estima en 0,28. 